# Makutopora
Makutopora è una circoscrizione rurale (rural ward) della Tanzania situata nel distretto di Manyoni, regione di Singida. Conta una popolazione di 6 635 abitanti (censimento 2012).